# Vario
Vario är ett album av Savant från 22 februari 2012. Albumet innehåller 16 låtar.

## Låtlista
1. Splinter 4:58
2. Vario 3:20
3. Living Ipod 4:39
4. Mecha Blecka 4:36
5. Shadow 6:48
6. Stormtrooper 4:19
7. Hero From The Past 3:29
8. Antipixel 3:11
9. Ba-Da Bing! 5:05
10. Party Machine 5:40
11. Champagne 6:22
12. Heartshaped Mushroom Cloud 3:40
13. Burgertime (Savant Theme) 3:04
14. Trust Issues 4:21
15. Fuck Nexus 5:51
16. Thunderclout 5:48